# Vágköre
Vágköre (1899-ig Okrut, vagy Nagyokrut, szlovákul Okrut) Vágudva településrésze, egykor önálló község Szlovákiában, a Trencséni kerületben, a Vágbesztercei járásban.

## Fekvése
Vágbesztercétől 7 km-re északnyugatra, a Vág jobb partján feküdt. Maradványai Vágudva központjától kb. 2,5 km-re délnyugatra találhatók.

## Története
A települést 1408-ban említik először, Lednic várának uradalmához tartozott. Később a helyi nemes Okruczky család birtoka volt. 1598-ban 5 ház állt a településen. 1784-ben 22 házában 22 családban 113 lakos élt.
A 18. század végén Vályi András így ír róla: „OKRUT. Memnics. Trentsén Várm. földes Urai több Uraságok, lakosai katolikusok, fekszik Kis Udiczához közel, mellynek filiája, ’s határja is hozzá hasonlító.”
1828-ban 11 háza és 96 lakosa volt. Lakói földműveléssel, állattartással foglalkoztak, de sokan kertészkedtek és végeztek idénymunkákat a délebbi vidékeken.
Fényes Elek 1851-ben kiadott geográfiai szótárában így ír a faluról: „Okruth, tót falu, Trencsén vmegyében, a Végh jobb partján: 78 kath., 8 evang., 21 zsidó lak. F. u. Okruczky család. Ut. p. Zsolna.”
1910-ben 107, túlnyomórészt szlovák lakosa volt. A trianoni békéig Trencsén vármegye Vágbesztercei járásához tartozott.
Területét 1960-ban a Vág-víztarozó vizével árasztották el és megszűnt. Megmaradt részeit Vágudvához csatolták.

## Külső hivatkozások
- Vágköre Szlovákia térképén

## Lásd még
- Vágudva
- Kölesfalva
- Nagyudva
- Sárosfalu